# Фингуне мак Катайл

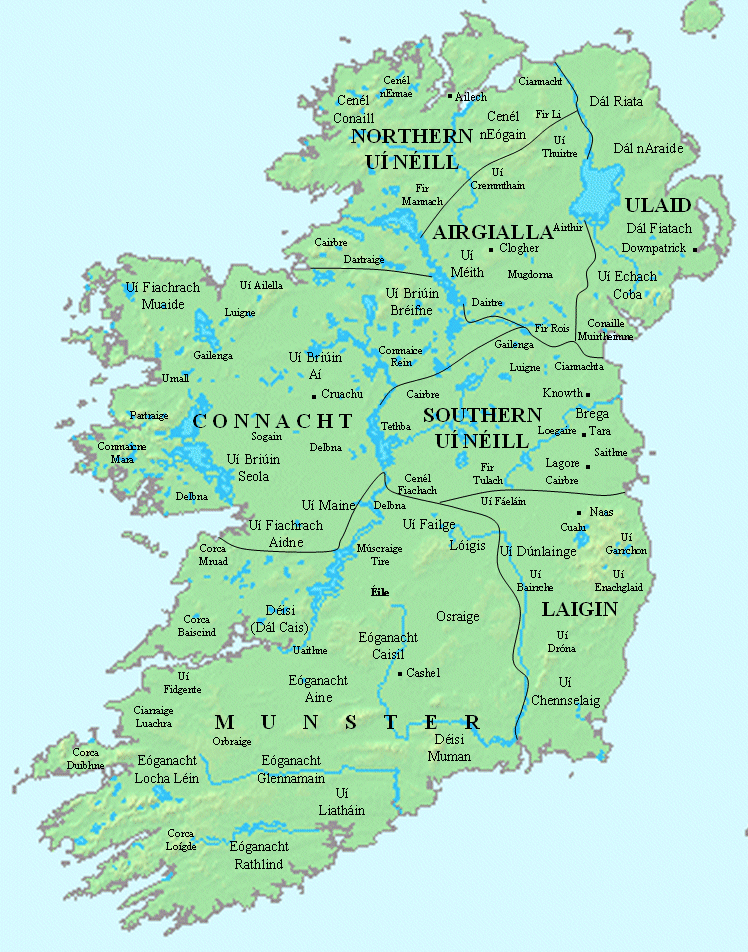
Ирландия в Раннее Средневековье

Фингуне мак Катайл (Фингуне мак Ку-кен-матайр; др.‑ирл. Finguine mac Cathail, Finguine mac Cu cen Máthair; умер в 695 или 696) — король Мунстера (678—695/696) из рода Глендамнахских (Глендамайнских) Эоганахтов.

## Биография
Фингуне был одним из сыновей короля Мунстера Катала Ку-кен-матайра. Владения его семьи охватывали прилежащие к горам Галти территории. Резиденция правителей Глендамнахских Эоганахтов находилась в окрестностях современного Глануэрта.
Отец Фингуне мак Катайла скончался в 665 или в 666 году от чумы, после чего мунстерским престолом овладел Колгу мак Файльбе Флайнн из Кашелских Эоганахтов. Когда же тот в 678 году умер, власть над Мунстером перешла к Фингуне. О Фингуне как о короле Кашела упоминается в ирландской саге «История обнаружения Кашела», а также в трактате «Laud Synchronisms», в котором он наделён восемнадцатью годами правления.
О правлении Фингуне мак Катайла в средневековых исторических источниках сохранилось не очень много сведений. Наиболее значительное из мунстерских событий того времени — проведение в 683 году собрания в селении Маг Фуйтирбе (на границе современных графств Корк и Керри). Здесь по инициативе местного правителя Кормака был утверждён «Закон Фуйтирбе» (др.‑ирл. Cáin Fuithirbe). В тексте этого акта, сохранившегося до наших дней только во фрагментах, упоминаются наиболее влиятельные мунстерские владетели 680-х годов, которые были гарантами исполнения нового закона: король Фингуне, правитель Иармуму Конгал мак Маэл Дуйн, король Уи Фидгенти Доненнах, правитель Корко Дуйбне Слебене и некоторые другие.
Фингуне мак Катайл скончался в 695 или в 696 году. После него новым правителем Мунстера стал его брат Айлиль.
Согласно средневековым генеалогиям (в том числе, сохранившимся в «Мунстерской книге»), единственным сыном Фингуне мак Катайла был Катал, также как и его отец и дядя владевший мунстерским престолом.